# 가엘 가르시아 베르날
가엘 가르시아 베르날(Gael García Bernal, 1978년 11월 30일 ~ )은 멕시코의 배우, 프로듀서이다. 1989년 드라마 Teresa로 데뷔했다. <모터싸이클 다이어리>, <바벨>, <눈먼 자들의 도시 (영화)> 등에 출연하였다. 최근에는 M. 나이트 샤말란 감독의 신작 올드 (영화)에 출연하였으며 디즈니+ 드라마<웨어울프 바이 나이트>에 캐스팅 되었다.  대표작은 <아모레스 페로스>,<이 투 마마>,<나쁜 교육>이 있으며 또한 배우 디에고 루나와 절친 관계로도 유명하기도 하다. 

## 연기 활동
영화

- 2024년 <아틀라스>... 액토르 알바레스 역
- 2021년 <올드 (영화)>... 가이 카파 역
- 2018년《더 킨더가튼 티처》
- 2017년《이프 유 쏘우 이즈 하트》
- 2017년《코코》...헥토르 역
- 2016년《유아 킬링 미 수산나》
- 2016년《매들리》...(각본, 감독)
- 2016년《솔트 앤 파이어》
- 2016년《네루다》...오스카 역
- 2015년《발칙한 판타지 팩토리》...에드워드 역
- 2015년《에바는 잠들지 않는다》
- 2015년《디시에르토》...모세 역
- 2014년《디 아도르》
- 2014년《로즈워터》
- 2012년《후 이즈 다야니 크리스탈?》
- 2012년《노》...르네 역
- 2012년《알바레즈 형제: 마약왕을 제거하라》...온자 역
- 2011년《더 론니스트 플래닛》...알렉스 역
- 2011년《리틀 빗 오브 헤븐》...줄리안 골드스테인 역
- 2010년《호세 앤드 필라르》
- 2010년《보이지 않는 사람들》...(감독)
- 2010년《어 히든 저니 어크로스 멕시코》...(감독)
- 2010년《이븐 더 레인》...세바츠찬 역
- 2010년《멕시코 혁명, 10가지 이야기》...(협력 프로듀서, 감독)
- 2010년《아벨》...(기획)
- 2010년《레터스 투 줄리엣》...빅터 역
- 2009년《리미트 컨트롤》...멕시칸 역
- 2009년《맘모스》...레오 비달레스 역
- 2008년《루도와 쿠르시》...타토 역
- 2008년《눈먼 자들의 도시 (영화)》...바텐더 / 3병동의 왕 역
- 2007년《파사도》...리미니 역
- 2007년《적자》...크리스토발 역
- 2006년《바벨》...산티아고 역
- 2006년《수면의 과학》...스테판 미루 역
- 2005년《더 킹》...멜비스 역
- 2004년《나쁜 교육》...앙헬/후안/사아라 역
- 2004년《모터싸이클 다이어리》...에르네스토 게바라 역
- 2003년《줄리아의 꿈》...리키 역
- 2003년《닷 더 아이》...킷 윈터 역
- 2002년《나는 루시와 함께있다》...가브리엘 역
- 2002년《아마로 신부의 죄악》...아마로 신부 역
- 2001년《디오스》...다벤포르트 역
- 2001년《비다스 프리비다스》...구스타모 가나 베르톨리니 역
- 2001년《뒤에 달린 눈》...파블로 역
- 2001년《이투마마》...훌리오 사파타 역
- 2001년《마지막 편지》...호세 프란시스코 역
- 2000년《아모레스 페로스》...옥타비오 역

드라마
- 2014년《모차르트 인 더 정글》 (Amazon)...로드리고 역
- 2022년 <웨어울프 바이 나이트>

## 같이 보기
- 멕시코 영화